# Vladimir Radenović
Vladimir Radenović (...) è un ex giocatore di football americano serbo, che ha giocato nel ruolo di defensive lineman.